# Justin Floyd
Justin Floyd es un empresario británico conocido por ser el fundador de RedCloud. También creó la empresa Vecta Software Corporation en 1987.

## Premios
Ha sido nominado en dos ocasiones al premio Ernst & Young al empresario del año. Justin ganó los premios Red Herring 100 y también fue nombrado en el Fast Track 100 publicado por el the Sunday Times.